# Columbarium (geslacht)
Columbarium is een geslacht van weekdieren uit de klasse van de Gastropoda (slakken).

## Soorten
- Columbarium antecedens Pacaud, 2015 †
- Columbarium bullatum (Dall, 1927)
- Columbarium corollaceoum S. P. Zhang, 2003
- Columbarium formosissimum Tomlin, 1928
- Columbarium harrisae Harasewych, 1983
- Columbarium hedleyi Iredale, 1936
- Columbarium hystriculum Darragh, 1987
- Columbarium natalense Tomlin, 1928
- Columbarium pagoda (Lesson, 1831)
- Columbarium pagodoides (Watson, 1882)
- Columbarium pataka Maxwell, 1978 †
- Columbarium quadrativaricosum Harasewych, 2004
- Columbarium sinense S. P. Zhang, 2003
- Columbarium spinicinctum (Martens, 1881)
- Columbarium subcontractum (G. B. Sowerby III, 1902)
- Columbarium suzukii Habe & Kosuge, 1972
- Columbarium veridicum Dell, 1963
- Columbarium vulneratum (Finlay & Marwick, 1937) †